# ジ・アイ
株式会社ジ・アイはフィットネスクラブ「レアレア」のグループヘルスケア会社。
グループ会社であるフィットネスクラブ「レアレア」の運営で得たヘルスケア領域のノウハウにテクノロジーを駆使することで、日本のヘルスケア、特に予防・未病領域に貢献するというミッションのために2018年に中島大輔が創業。

## 概要
中島大輔
2010年よりフィットネスクラブ運営会社「ラストウェルネス」の代表取締役就任。
2018年3月、株式会社ジ・アイを創業。同社代表取締役就任。

## 沿革
2018年
- 2018年3月16日 - 設立